# Jolanta Mielech
Jolanta Mielech (ur. 27 sierpnia 1962 w Łapach) – polska aktorka filmowa, telewizyjna i teatralna.

## Życiorys
W 1985 ukończyła studia na Wydziale Aktorskim PWSFTviT w Łodzi.
W latach 1985–1989 występowała w Teatrze Polskim w Warszawie. W latach 90. wyjechała do Niemiec, gdzie kontynuowała karierę pod nazwiskiem Paulina Mielech. Po powrocie do Polski wystąpiła w filmie To nie tak, jak myślisz, kotku (2008) jako żona Żmijewskiego (Michał Bajor).

## Filmografia

### Obsada aktorska
- 1984: Zabicie ciotki jako dzika dziewczyna
- 1984: Rycerze i rabusie jako Zofia Boratyńska, siostra Mateusza (odc. 4)
- 1984: La dame blanche de Wieliczka jako kobieta
- 1985: Żuraw i czapla jako uczennica w klasie Marcina
- 1985: Sam pośród swoich jako Danka Sobieska
- 1986: Pogrzeb lwa jako łączniczka "Jagienka Druga"
- 1987: Krótki film o zabijaniu jako kobieta
- 1989: Porno jako Krystynka
- 1990: Pension Sonneschein jako Anka
- 1991: Dziecko szczęścia jako kobieta
- 1994: Telefon 110 jako Dominique
- 2000: A man is mostly water jako Lily
- 2000: Pitstop jako Esther
- 2003: Cyberkundel jako Erica
- 2006: Drive time murders jako Mona Rankin
- 2008: To nie tak, jak myślisz, kotku jako Żmijewska
- 2011: Pokaż, kotku, co masz w środku jako Halina
- 2013: Podejrzani zakochani jako Bożena, przyjaciółka Barbary
- 2016: Ojciec Mateusz jako Julia Dąbrowska (odc. 197)

### Producent
- 2008: Every Second Counts

### Współpraca produkcyjna
- 2008: To nie tak, jak myślisz, kotku
- 2014: Dzień dobry, kocham cię!